# Phillip Sidney Coolidge
Phillip Sidney Coolidge (* 22. August 1830 in Boston; † 19. September 1863 in der Nähe von Chickamauga in Georgia) war ein US-amerikanischer Astronom und Oberstleutnant in der US Army.

## Leben
Er war der Sohn von Joseph Coolidge und Eleonora Wayles Randolph Coolidge. Er hatte vier ältere Geschwister Ellen, Elizabeth, Joseph und Algernon. Sein jüngerer Bruder war T. Jefferson Coolidge. Durch seine Mutter Eleonora war er der Großenkel von Thomas Jefferson, dem dritten Präsident der Vereinigten Staaten. Von 1839 bis 1850 studierte er in Genf und Vevey in der Schweiz und an der Königlichen Militärakademie Dresden in Deutschland.
Zurück in den Vereinigten Staaten arbeitete er zuerst im Eisenbahnbau in Minnesota, dann im Büro für das nautische Jahrbuch und am Cambridge Observatorium. 1853 war er assistierender Astronom auf einer Expedition nach Japan. Im Jahr 1854 war er Assistent von George Phillips Bond am Harvard-College-Observatorium. Er assistierte Bond bei seinen Beobachtungen des Planeten Saturn und seiner Ringe. Einige Beobachtungen und Zeichnungen von Coolidge wurden in den Jahrbüchern des Observatoriums veröffentlicht, was zu Einträgen in den New General Catalogue von Johan Ludvig Emil Dreyer führte. 1855 war Coolidge verantwortlich für eine chronometrische Expedition, um die Differenzen in den Längengraden zwischen Cambridge und Greenwich zu bestimmen.
Während des Sezessionskrieges wurde er bei der Schlacht am Chickamauga, einem Nebenfluss des Tennessee Rivers, im Jahr 1863 getötet.